# Biserica evanghelică din Monariu

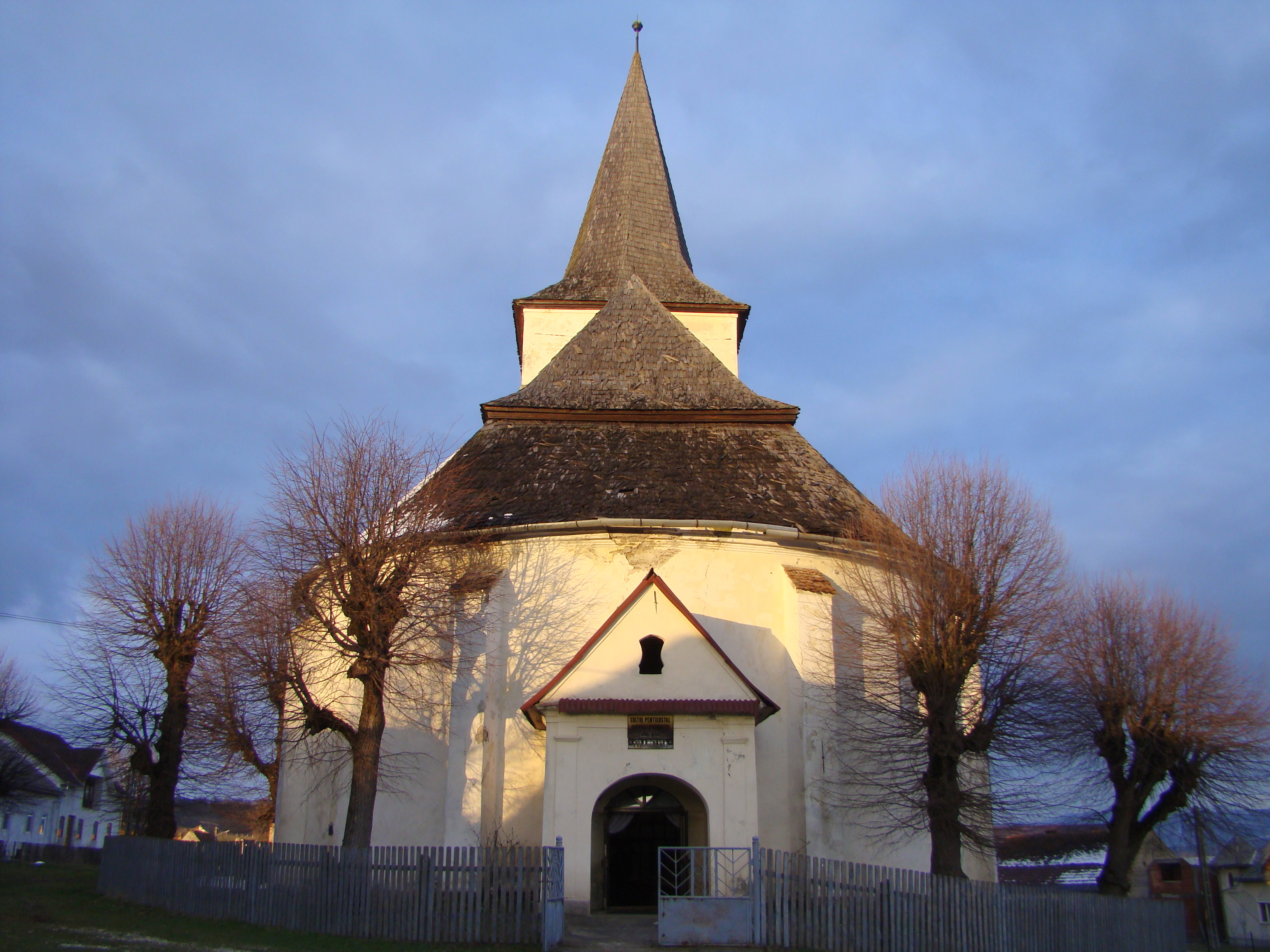
Biserica evanghelică din Monariu, comuna Budacu de Jos, județul Bistrița-Năsăud, foto: martie 2018.

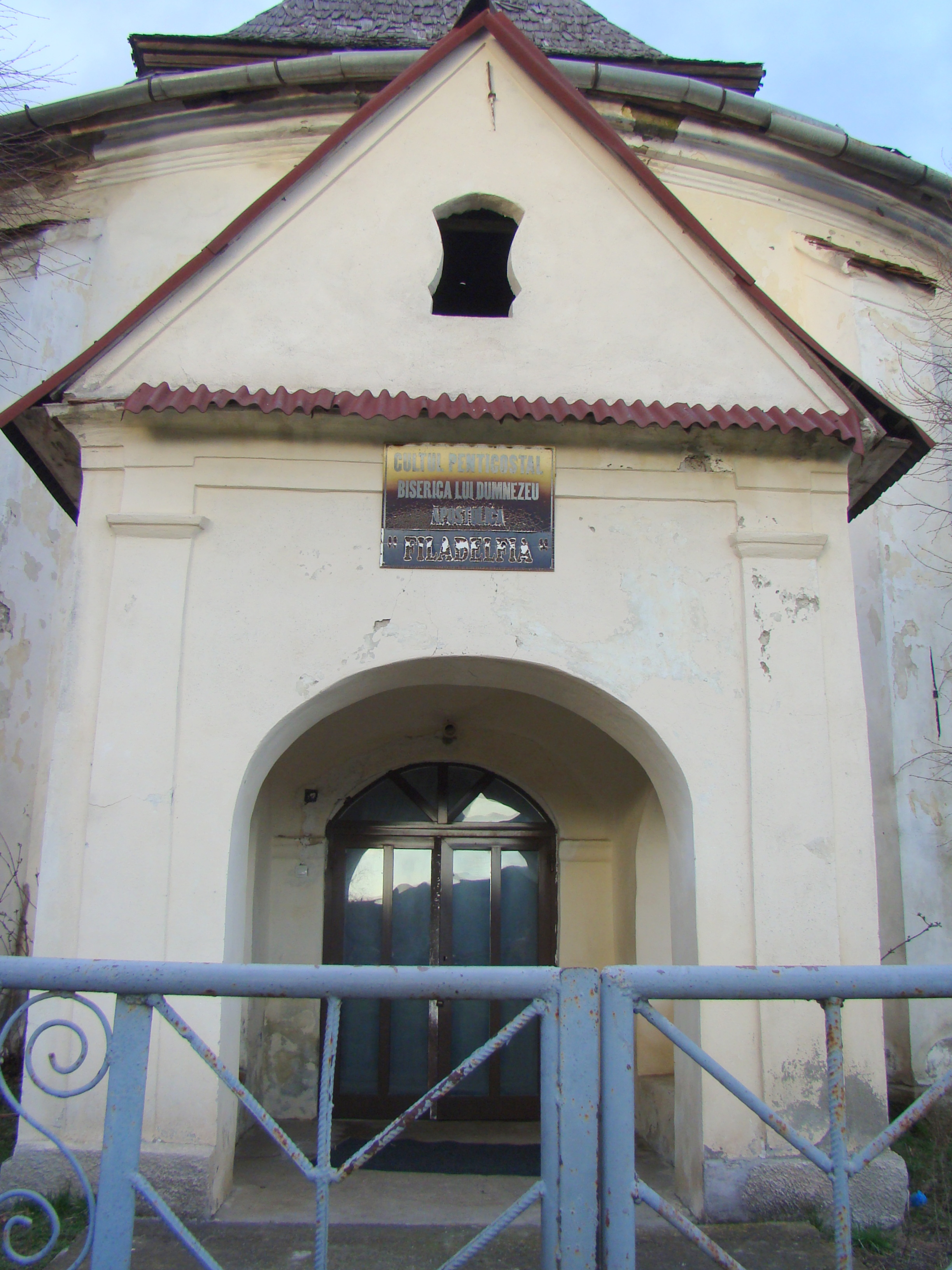
Intrarea principală a bisericii, protejată de porticul vestic

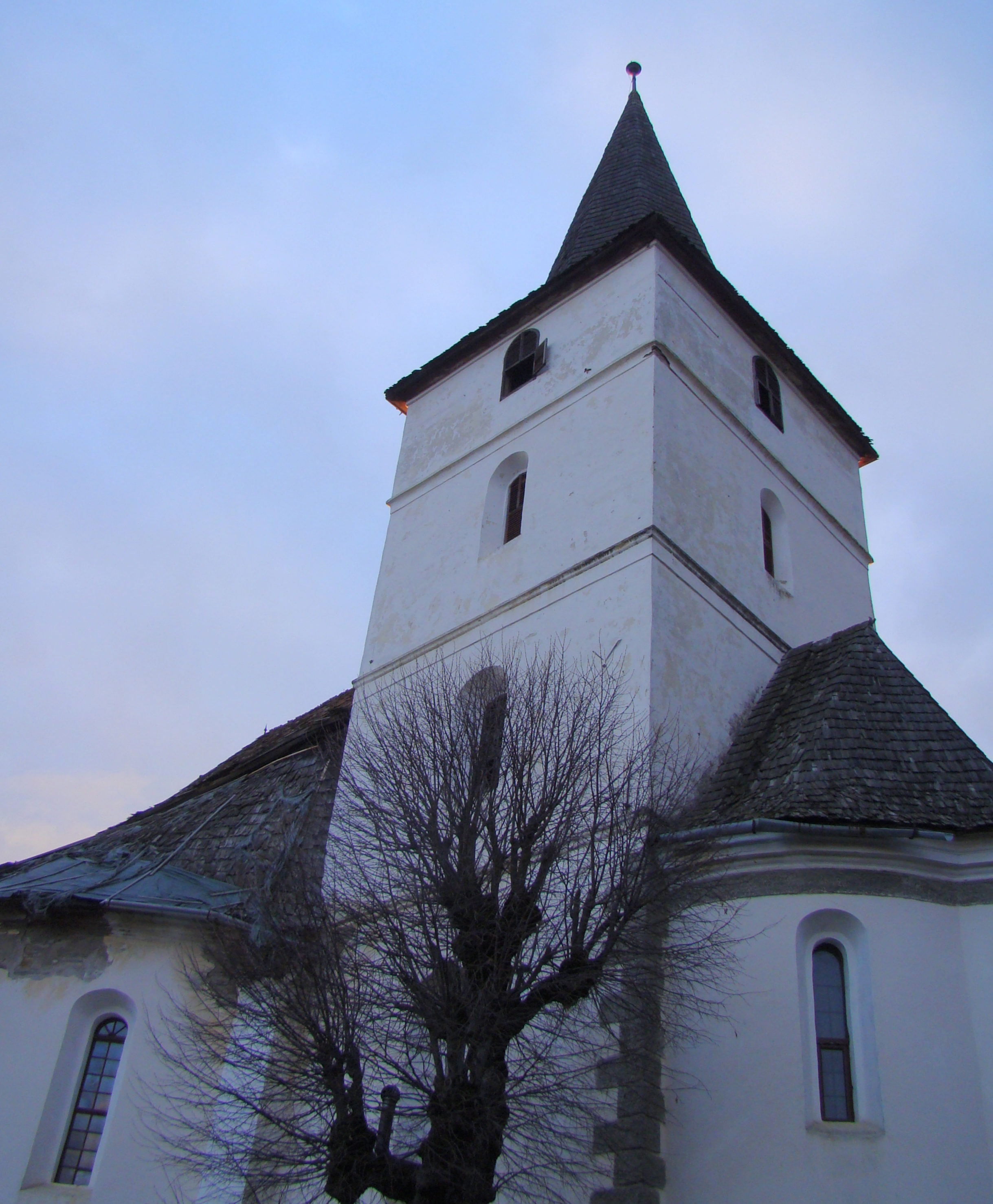
Turnul de plan pătrat, acoperit cu un coif piramidal

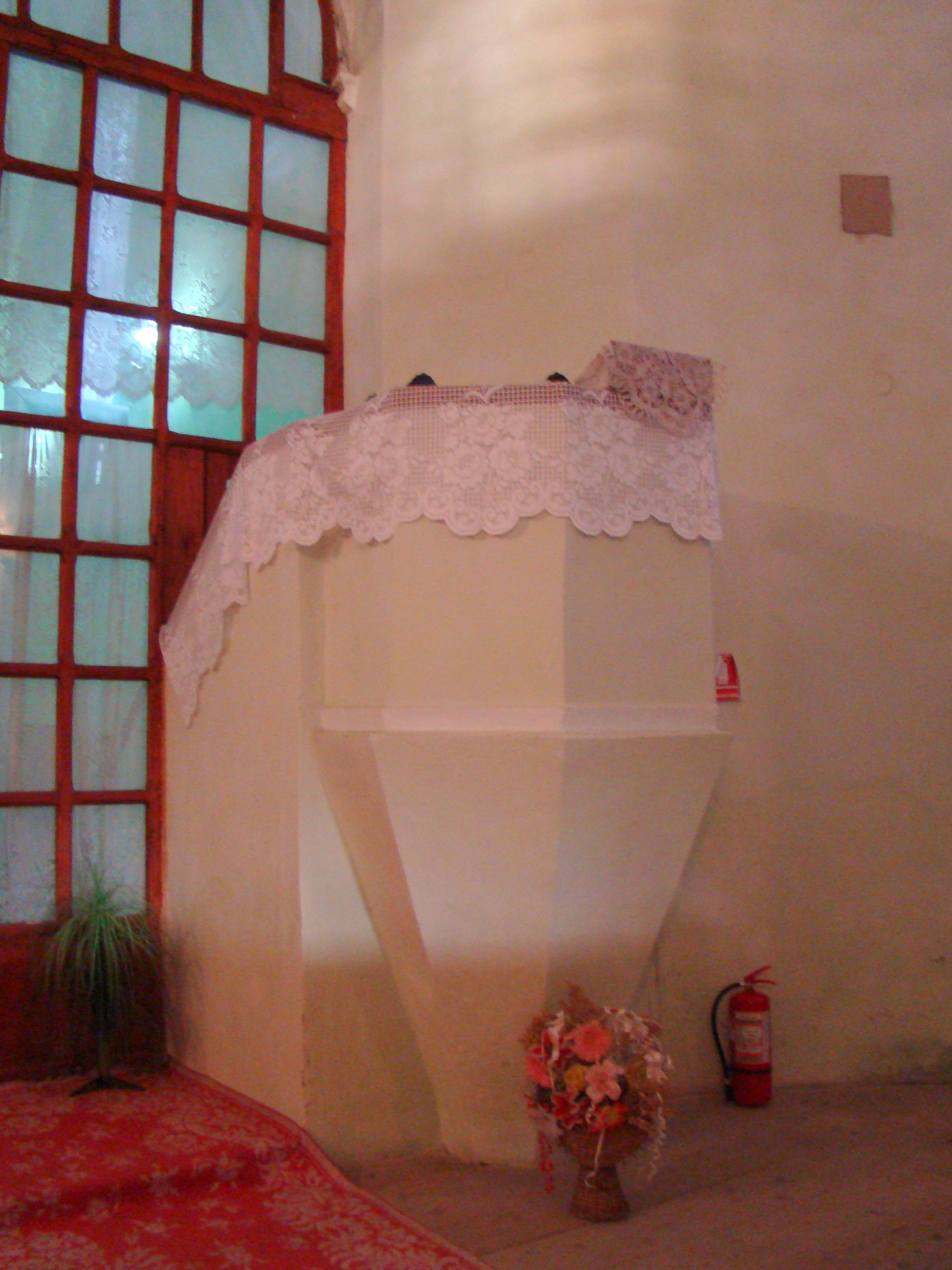
Amvonul de piatră, singurul element păstrat din mobilierul original al bisericii

Biserica evanghelică din Monariu este un monument istoric aflat pe teritoriul satului Monariu, comuna Budacu de Jos. În Repertoriul Arheologic Național, monumentul apare cu codul 32740.03.

## Localitatea
Monariu, mai demult Monora, Monar (în dialectul săsesc Minoarken, Minuarkn, germană Minarken, Molnarken, Malomarken, maghiară Malomárka) este un sat în comuna Budacu de Jos din județul Bistrița-Năsăud, Transilvania, România. Numele localității Monariu apare pentru prima dată într-un document din anul 1246. 

## Biserica
Fosta biserică evanghelică din Monariu este o prezență unică în cadrul patrimoniul construit transilvan, datorită planimetriei și formelor neobișnuite secolului al XVIII-lea. Este amplasată în centrul localității, pe latura estică, mai ridicată a pieței largi. Planimetria clădirii se compune dintr-o navă circulară și un cor dreptunghiular, peste care se ridică un turn. Clădirea bisericii s-a zidit în mare parte din cărămidă, iar elementele de piatră provin din biserica veche, medievală, a satului, care a fost demolată.
Interiorul navei este marcat de o galerie care urmărește planimetria circulară pe trei laturi, sud, vest și nord, fiind sprijinită pe pilaștrii adosați peretelui navei.
Nu există prea multe date referitoare la interiorul bisericii originale. Altarul de factură clasicistă din 1885 a fost realizat de meșterul J. Eder din Viena, tabloul central reprezentând scena cu Iisus în Grădina Ghetsimani. Orga bisericii, datată 1851 provine din atelierul sighișorean al meșterilor Samuel și Friedrich Binder. Biserica a fost dotată cu un clopot mai mare în 1792 și cu unul de dimensiuni mai reduse în 1925.
După exodul sașilor transilvăneni, biserica a fost cumpărată de comunitatea penticostală din localitate.

## Imagini

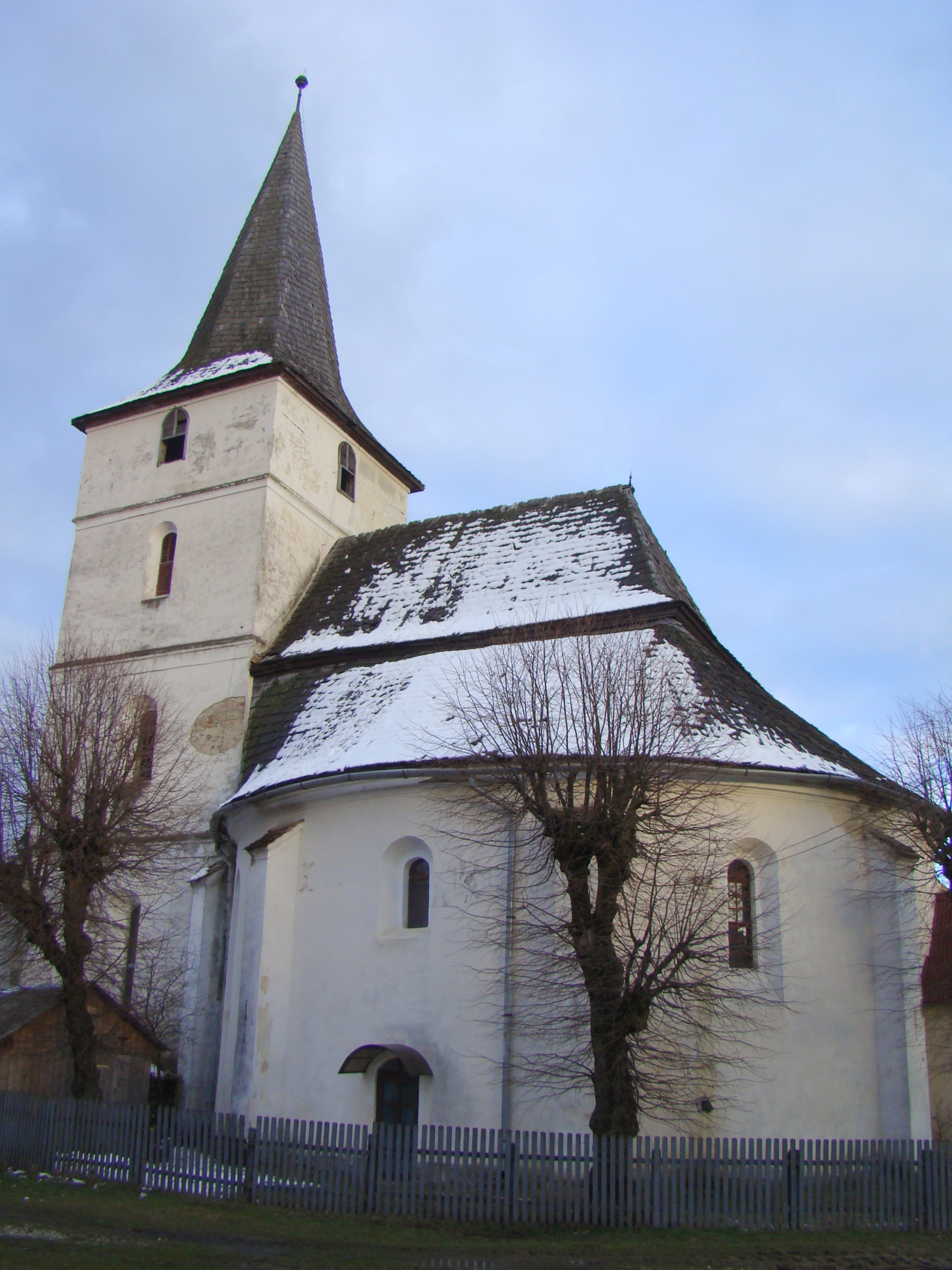
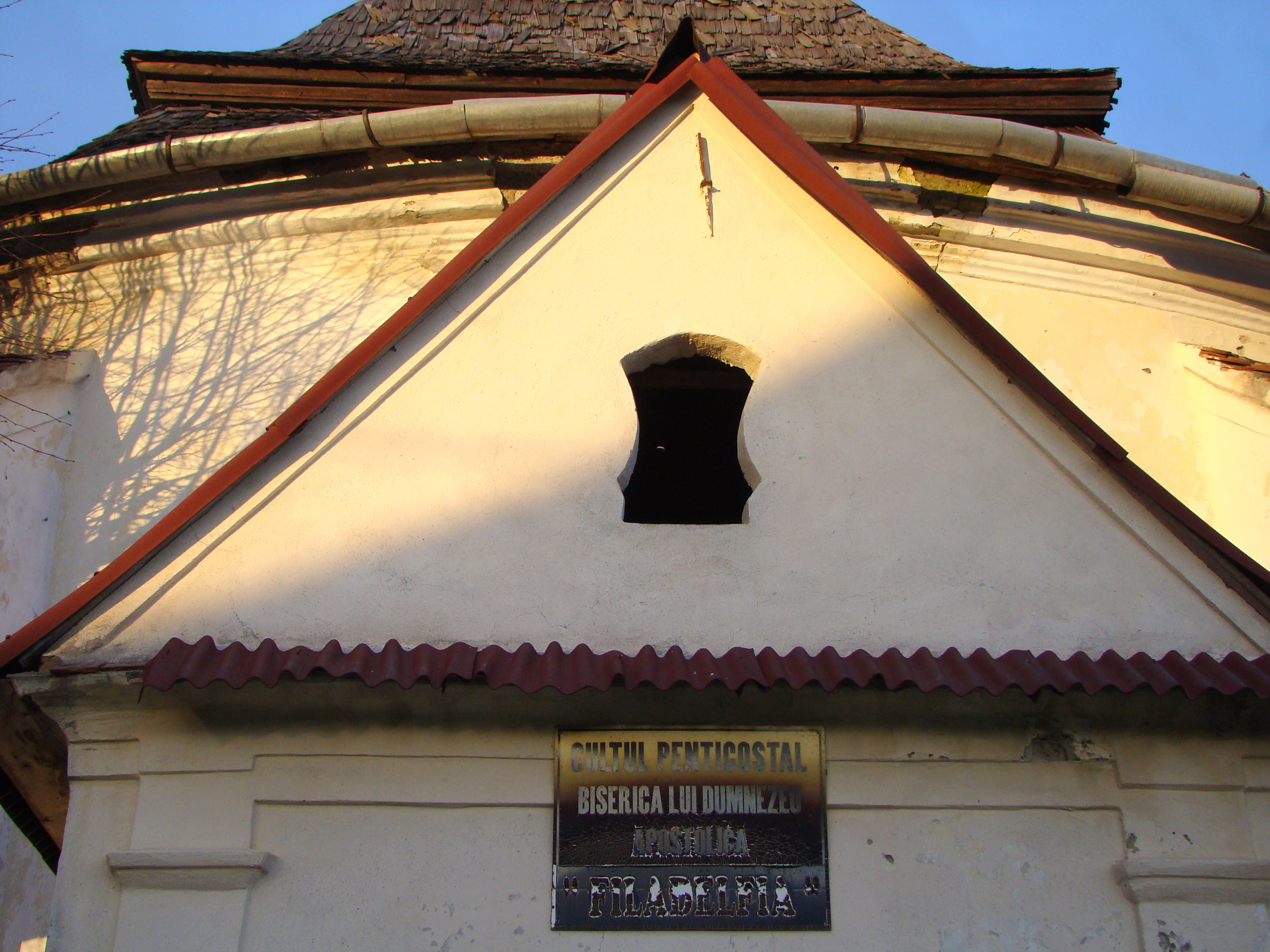
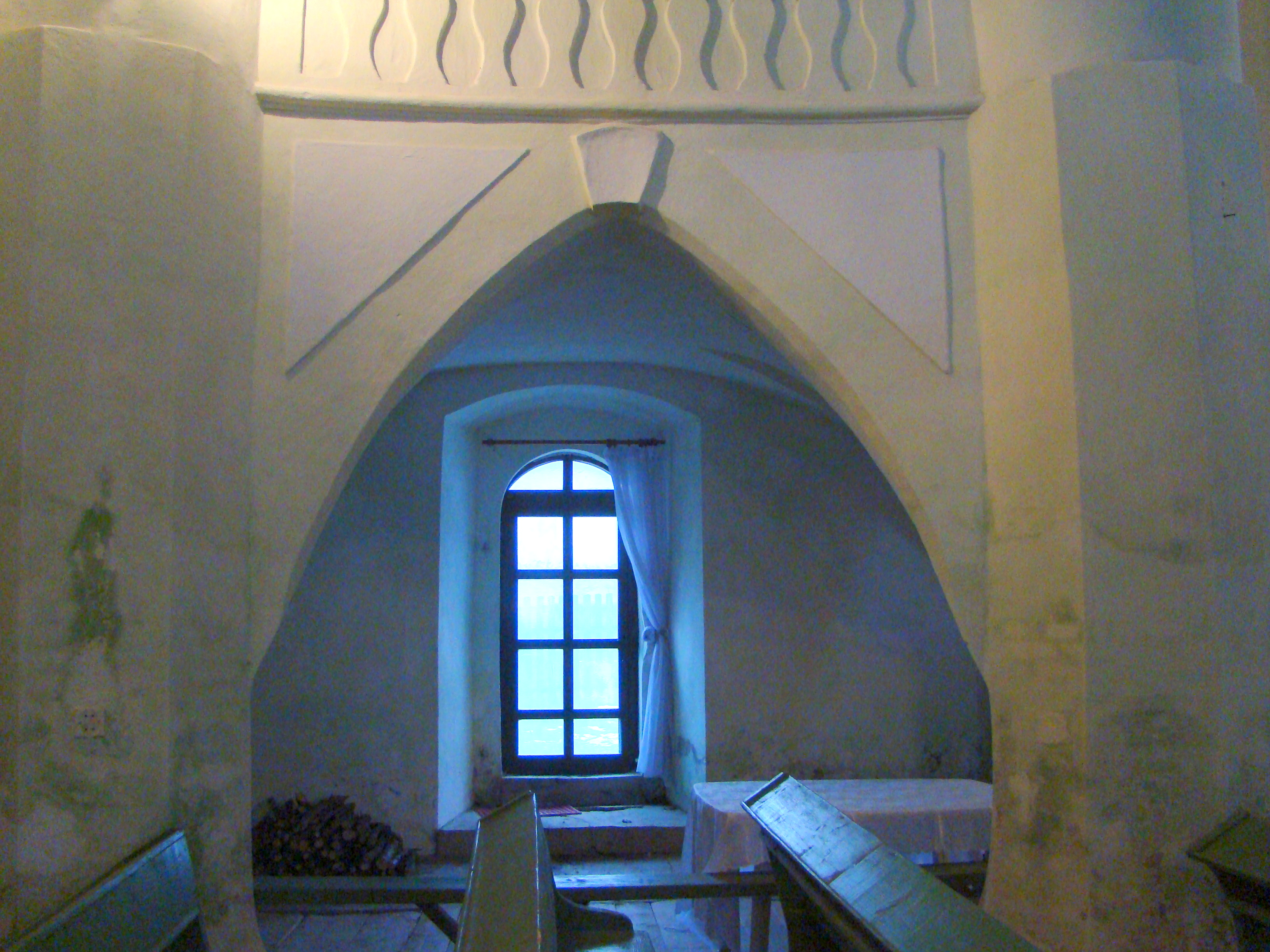
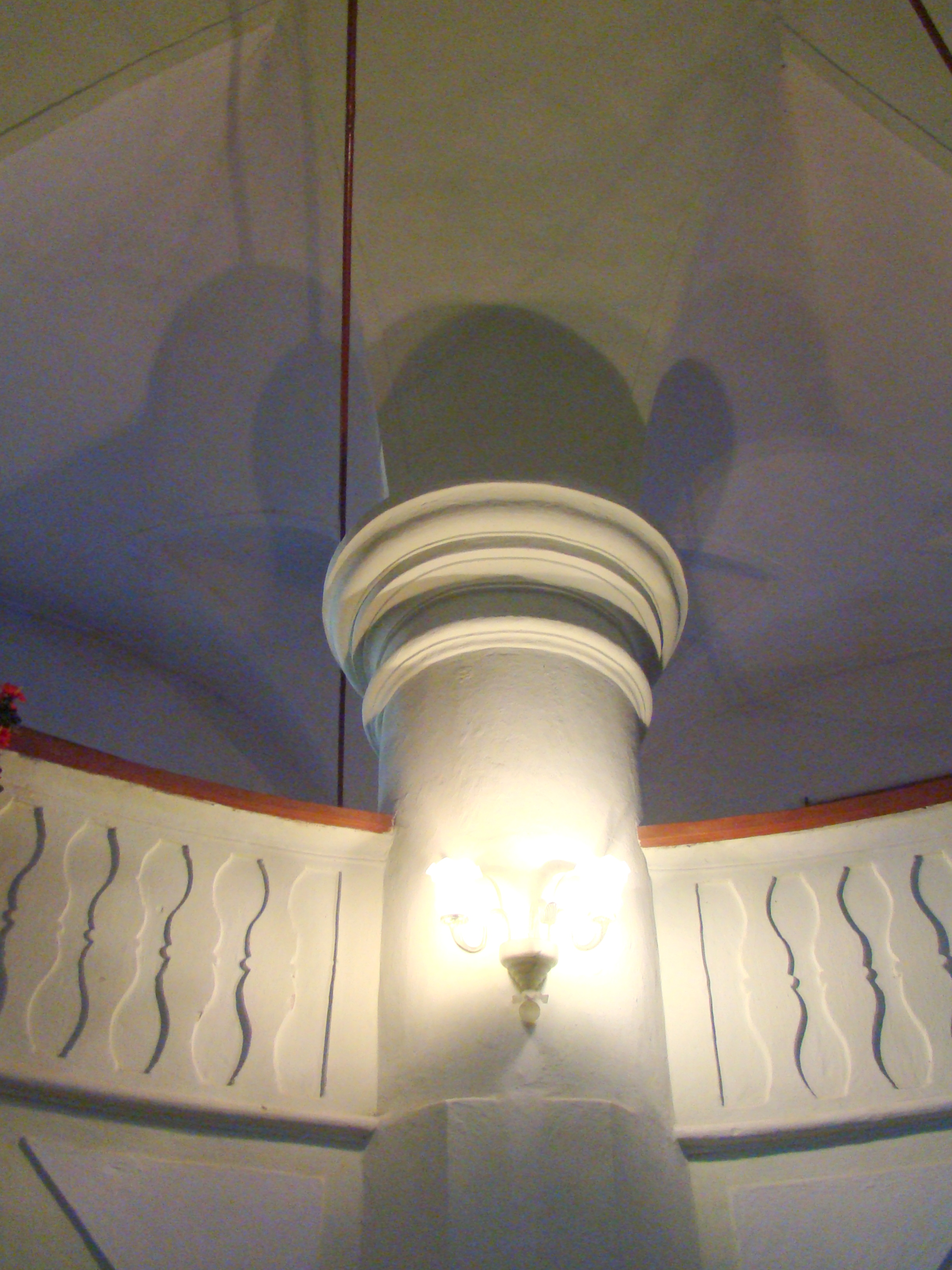
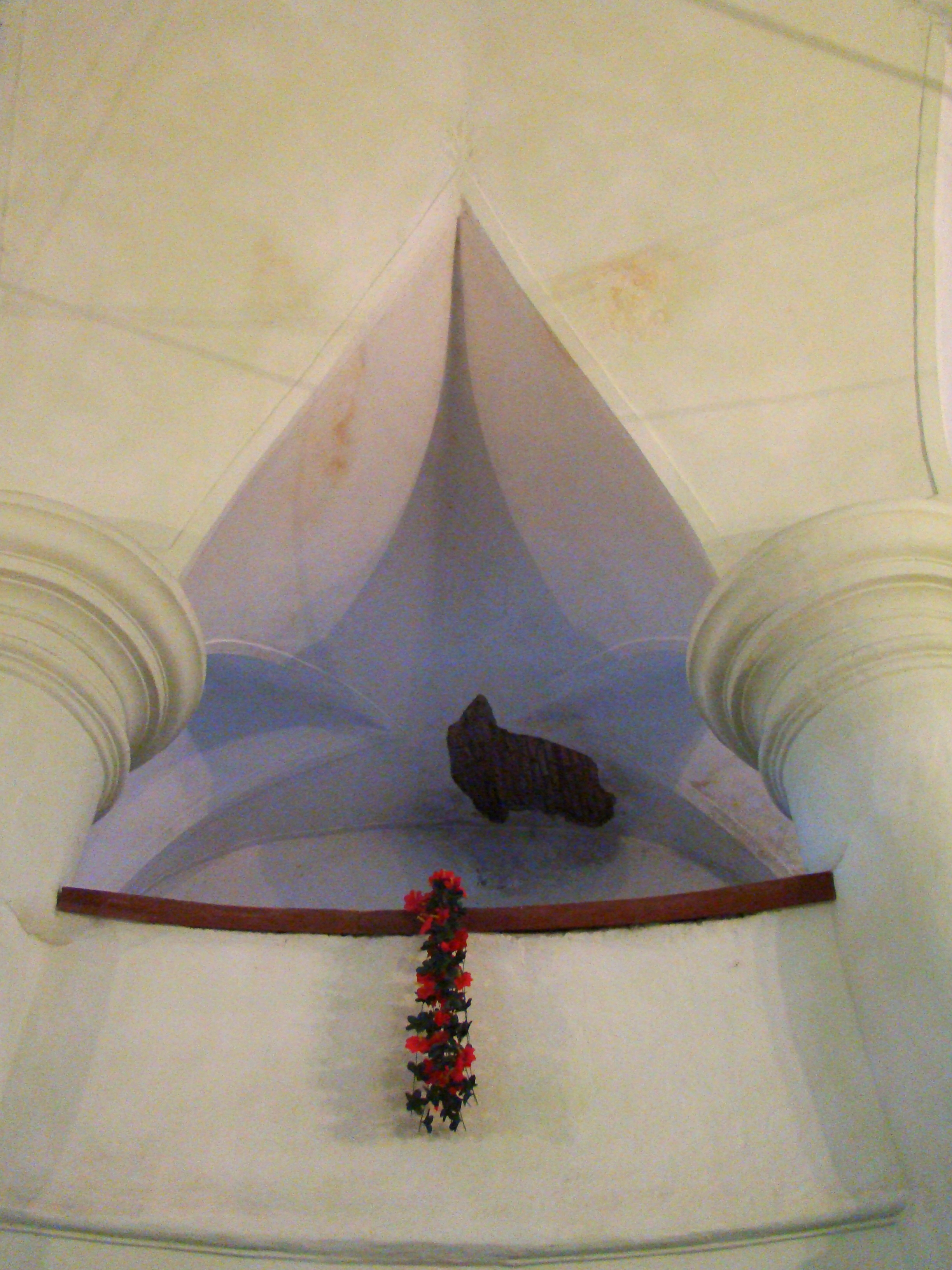
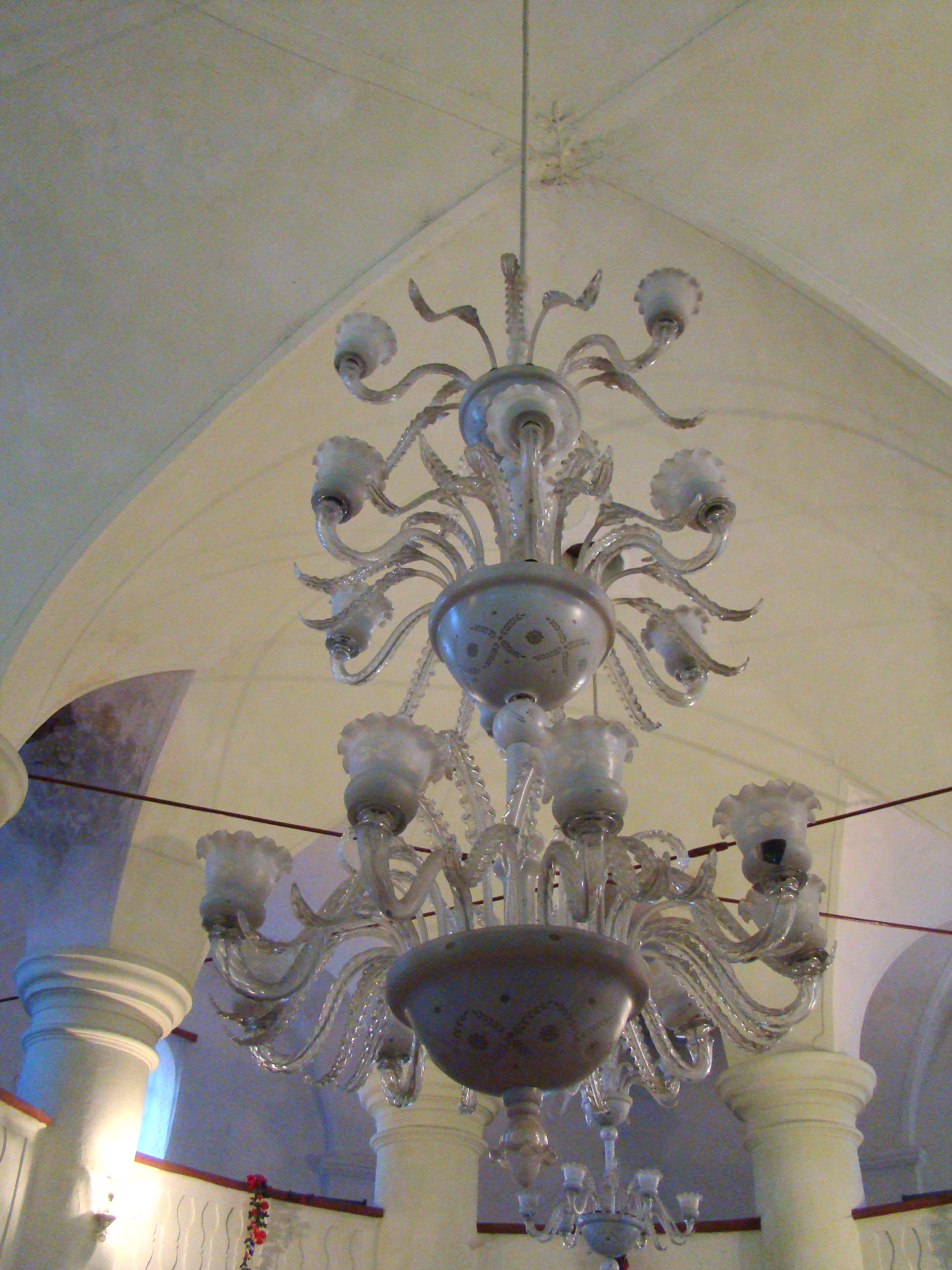
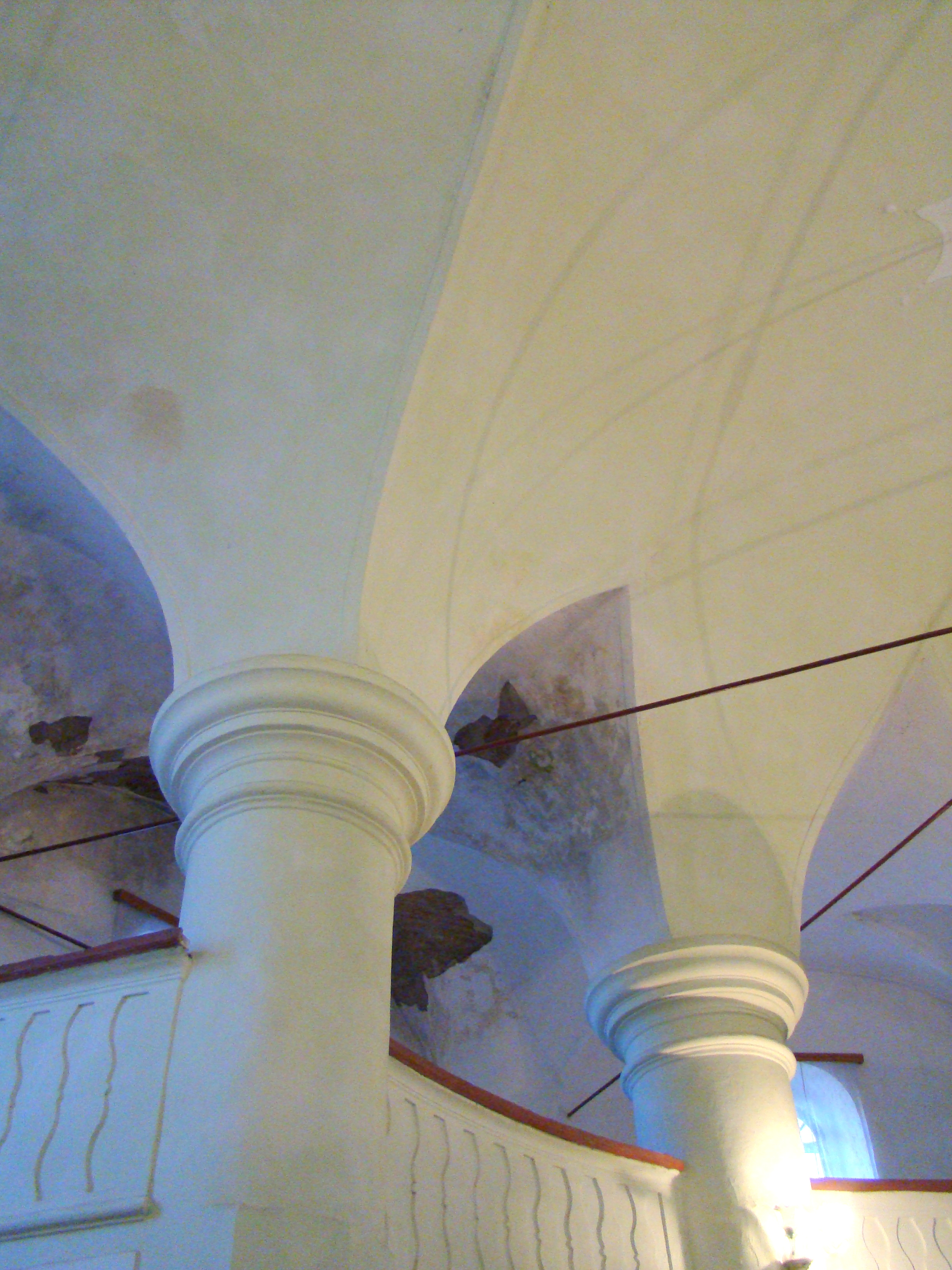
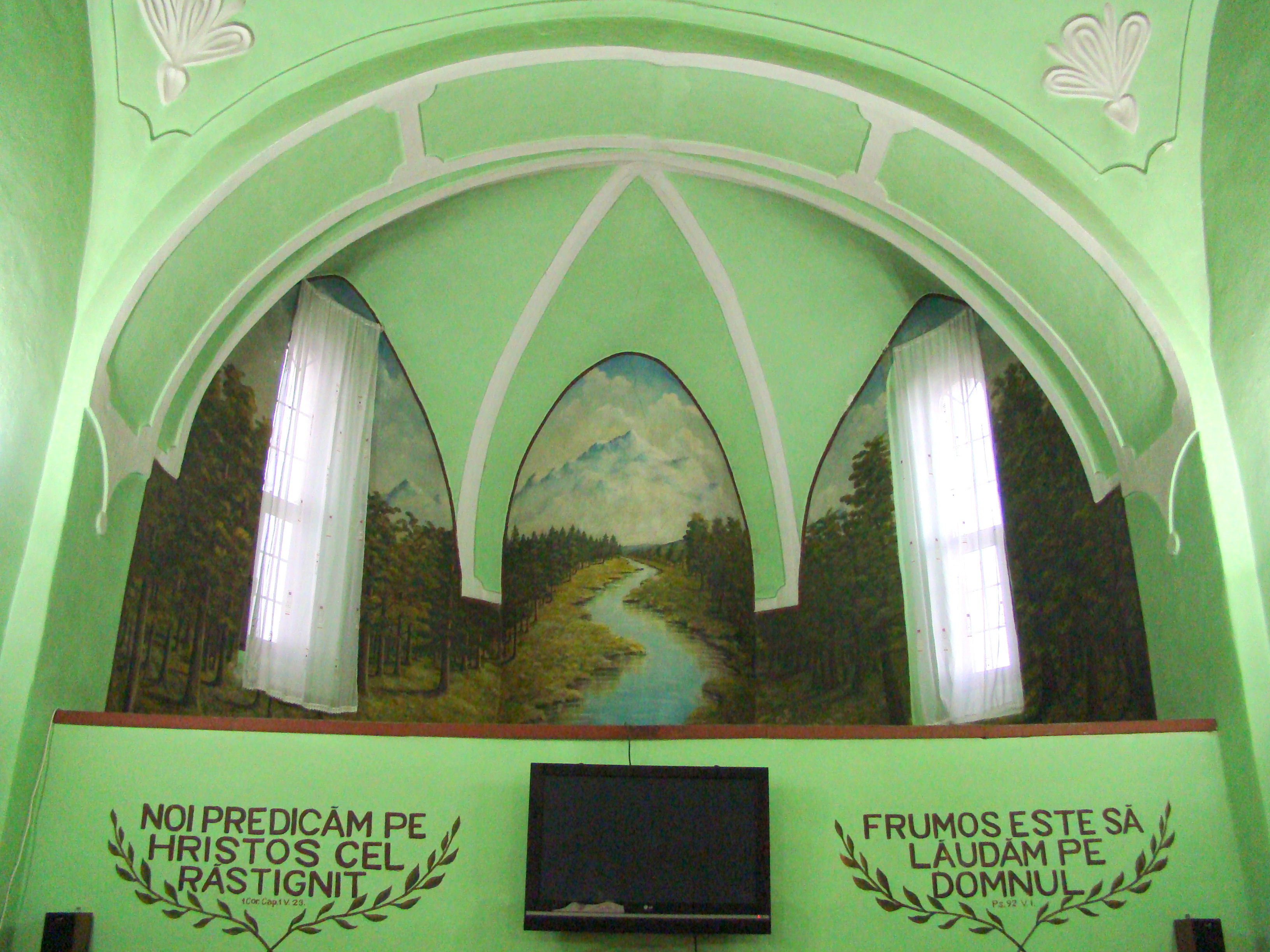
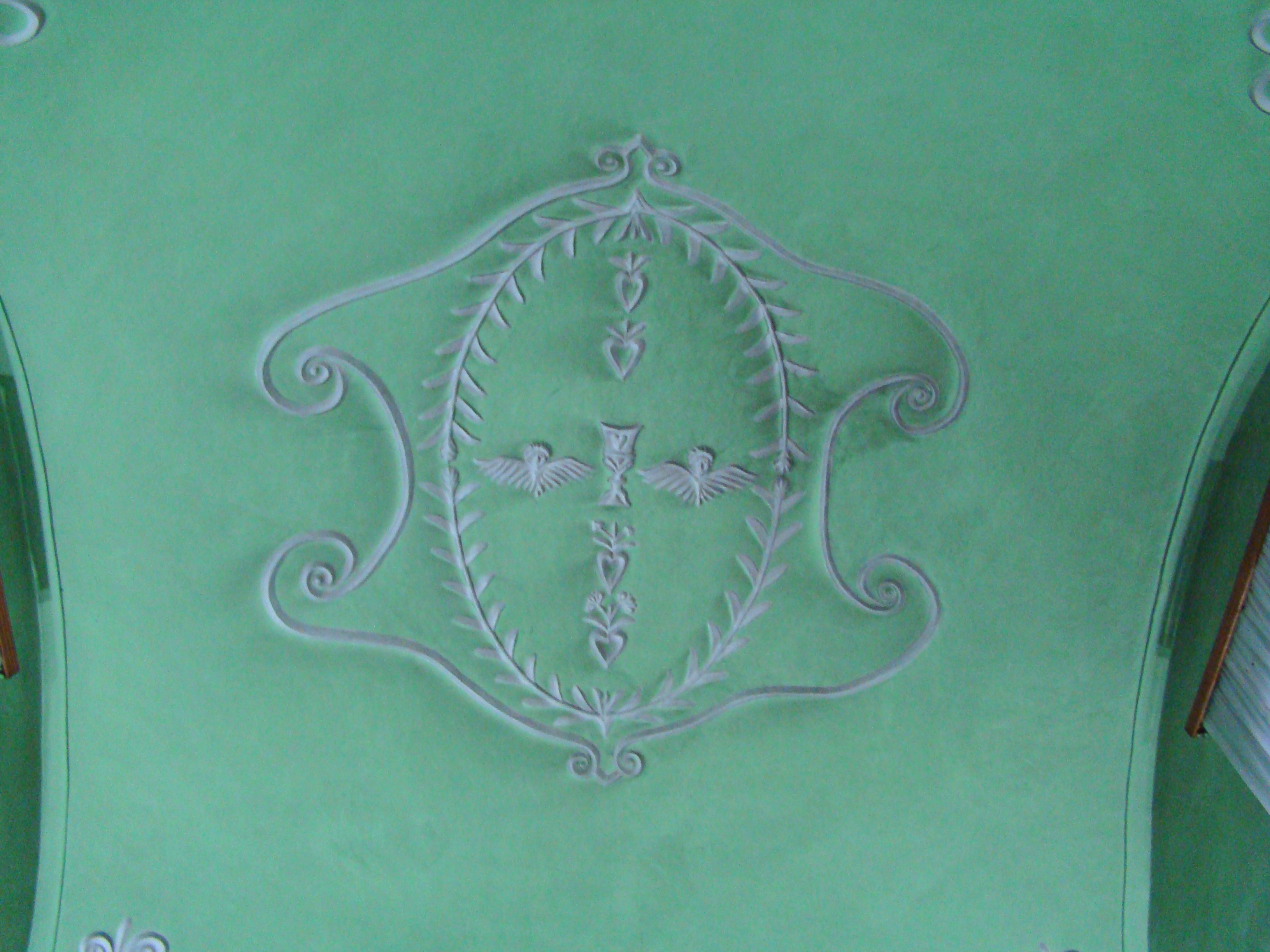
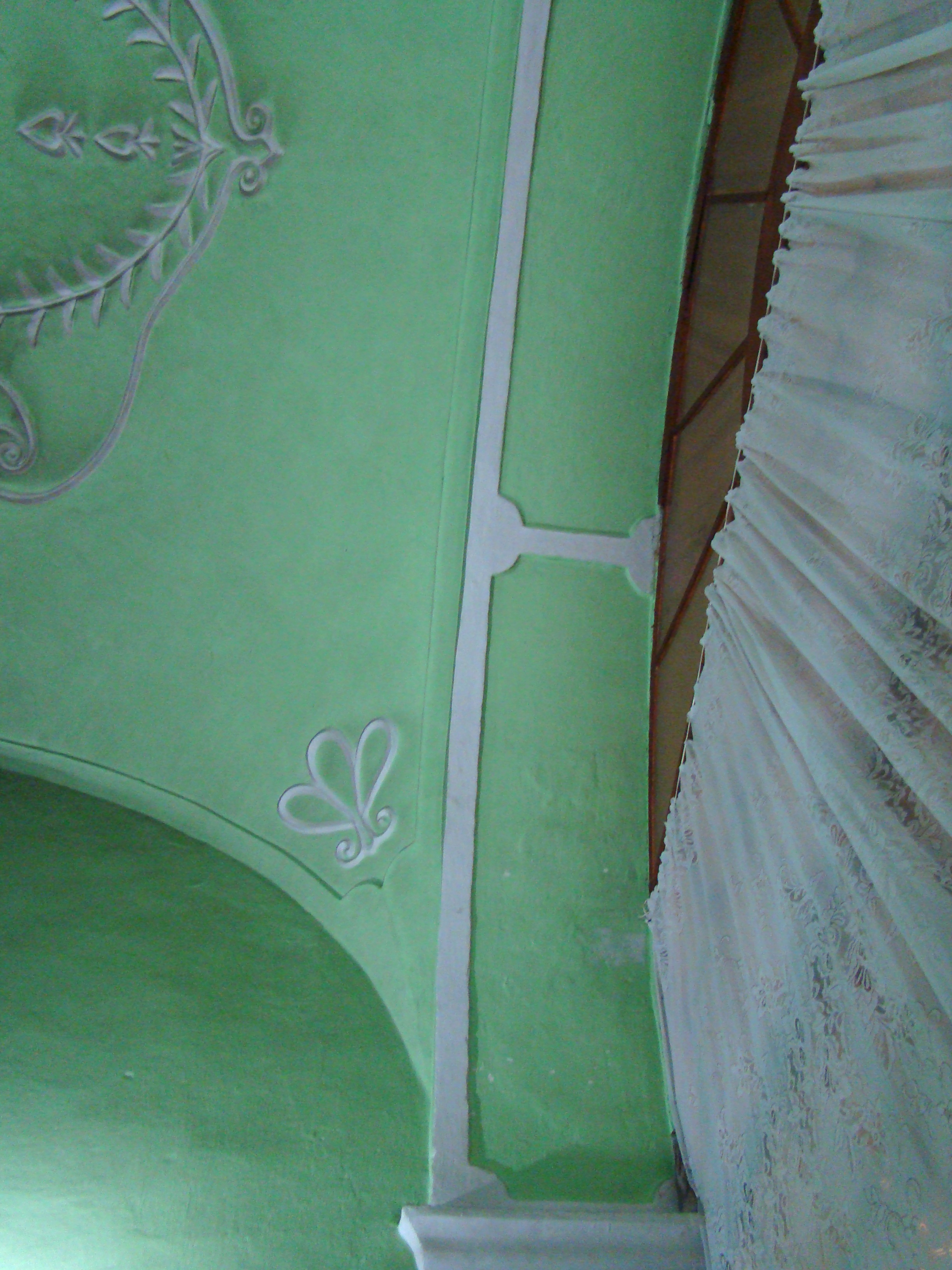
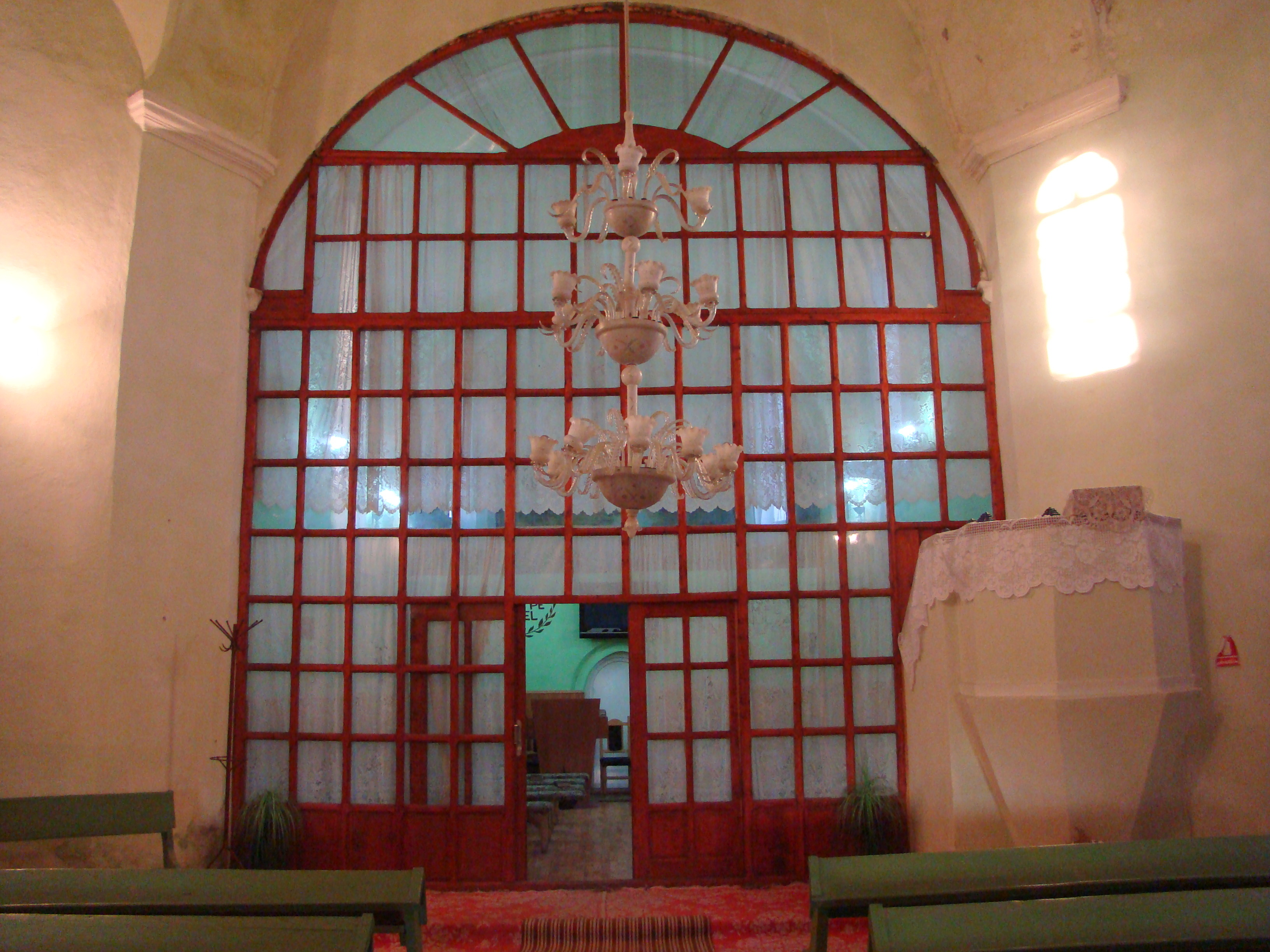
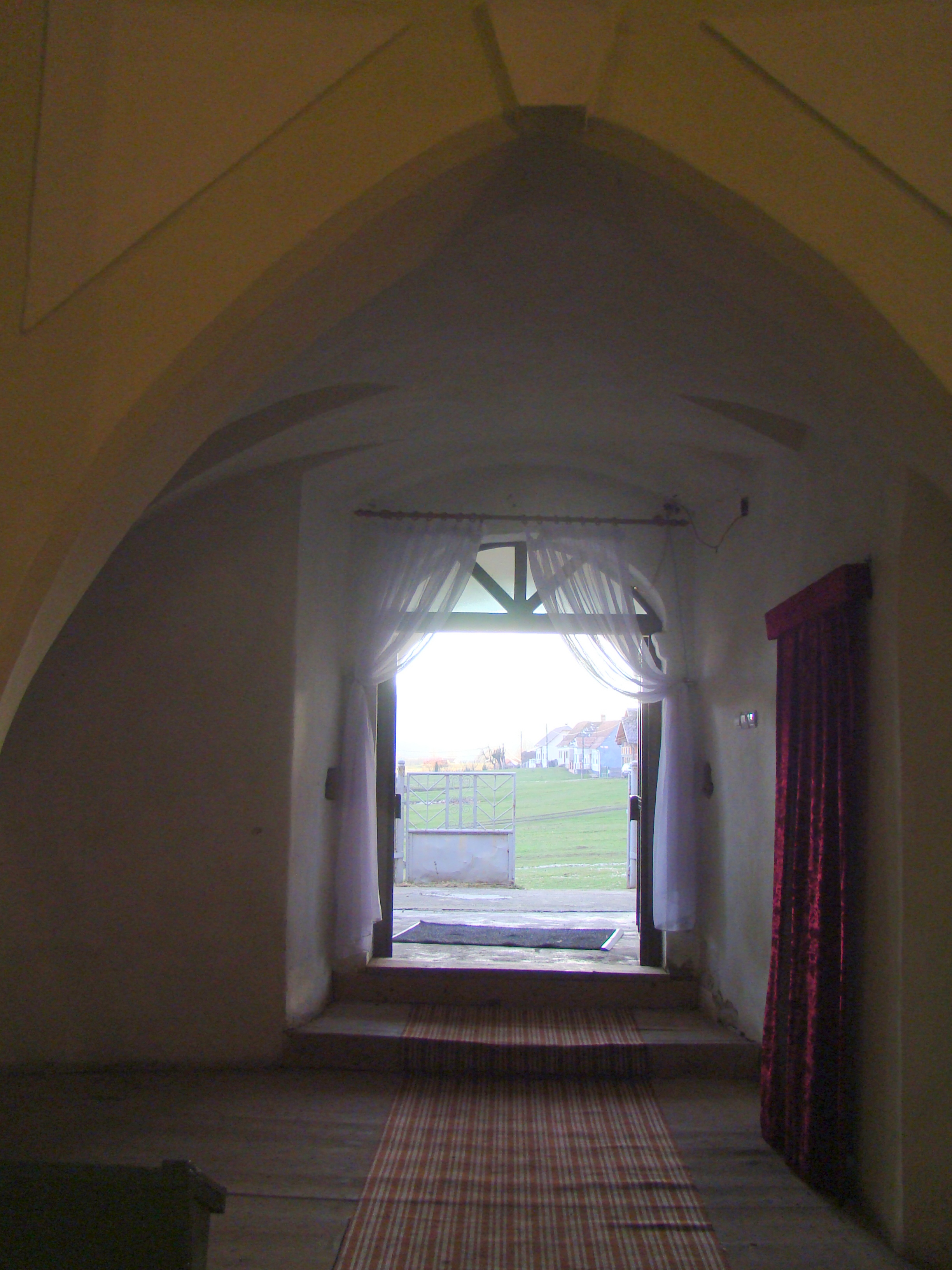